# Saint-Denis (Seine-Saint-Denis)
Saint-Denis is een Franse stad en gemeente in het departement Seine-Saint-Denis (regio Île-de-France). Het is een sterk geïndustrialiseerde voorstad van Parijs, gelegen op nauwelijks vijf kilometer ten noorden van de metropool. Saint-Denis is vanuit het centrum van Parijs gemakkelijk en snel te bereiken met de metrolijn 13 - richting Saint-Denis Basilique, en is bekend om de Saint-Denisbasiliek en het Stade de France.
De gemeente telde op 1 januari 2022 148.907 inwoners. Hiermee is het naar inwoneraantal de grootste gemeente van het departement, maar het is niet de prefectuur (hoofdstad). Dat is Bobigny. Saint-Denis is wel de onderprefectuur van het arrondissement Saint-Denis.

## Geschiedenis

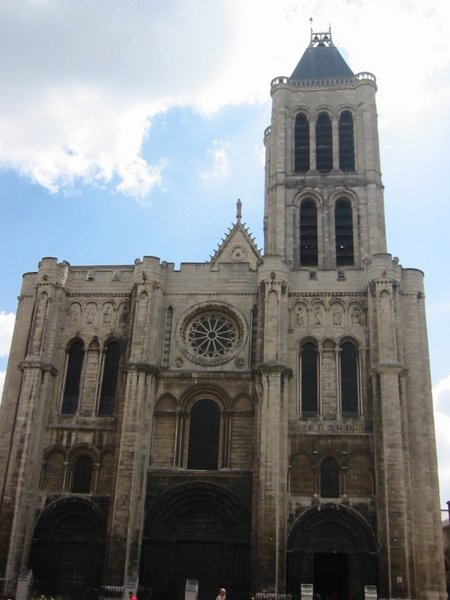
Saint-Denisbasiliek

Saint-Denis werd genoemd naar de heilige Dionysius, die rond 250 n.Chr. op last van de Romeinse autoriteiten werd onthoofd in Parijs (waar nu Montmartre ligt). Een legende vertelt dat hij zijn afgehakte hoofd opraapte, waste in een fontein, en zich vervolgens noordwaarts begaf, tot hij dood neerviel. Op die plek werd hij door een vrome boerin begraven. Zijn graf werd een bedevaartplaats, waaromheen zich een stad ontwikkelde. De Frankische koning Dagobert I stichtte er een abdij, die vooral onder de abt Suger vanaf 1120 een grote bloei kende. De Saint-Denisbasiliek is de plaats waar vanaf de eerste christelijke koning Clovis I tot aan de Revolutie van 1789 vrijwel alle koningen begraven werden. Tijdens de Franse Revolutie werden de graven geplunderd en de stoffelijke resten in een massagraf gegooid. De abdij en de kloosters in de stad werden gesloten. Na de Revolutie is vanaf 1815 weer veel hersteld en werden ook 19e-eeuwse koningen hier begraven.
Saint-Denis werd in de 9e eeuw een ommuurde stad. Dit gebeurde op initiatief van Karel de Kale om de stad te beschermen tegen de invallen van de Vikingen. Door de bloei en groei van de stad kwamen er in de loop van de middeleeuwen ook wijken buiten de karolingische omwalling. Deze had geen nut meer en verdween geleidelijk aan. In 1356 werd beslist tot de bouw van een nieuwe stadsmuur. De Honderdjarige Oorlog woedde en de omwalling moest Saint-Denis beschermen tegen de Engelsen.
In 1821 werd het Canal Saint-Denis geopend en halfweg de 19e eeuw kwam er ook een spoorweg. Vooral in de tweede helft van de 19e eeuw nam de industrialisatie snel toe, dankzij de onmiddellijke nabijheid van Parijs, met alle voor- en nadelen van dien. Er kwam chemische industrie en metaalnijverheid. Te Saint-Denis was vanaf 1875 een fabriek van het Franse automerk Hotchkiss gevestigd, en vanaf 1921 van het merk Amilcar. Deze laatste fabriek werd gesloten toen beide merken in 1937 fuseerden. 
Door het verval van de industrie in de 20e eeuw kreeg Saint-Denis steeds meer te maken met de problematiek van verpaupering, kansarmoede en kleine criminaliteit. In 1998 werd hier het sportstadion Stade de France geopend.
Op 1 januari 2025 werd Saint-Denis uitgebreid met de gemeente Pierrefitte-sur-Seine. Saint-Denis werd zo een commune nouvelle.

## Geografie
De oppervlakte van Saint-Denis bedroeg op 1 januari 2022 15,77 vierkante kilometer; de bevolkingsdichtheid was toen 9.442,4 inwoners per km².
De onderstaande kaart toont de ligging van Saint-Denis  met de belangrijkste infrastructuur en aangrenzende gemeenten.

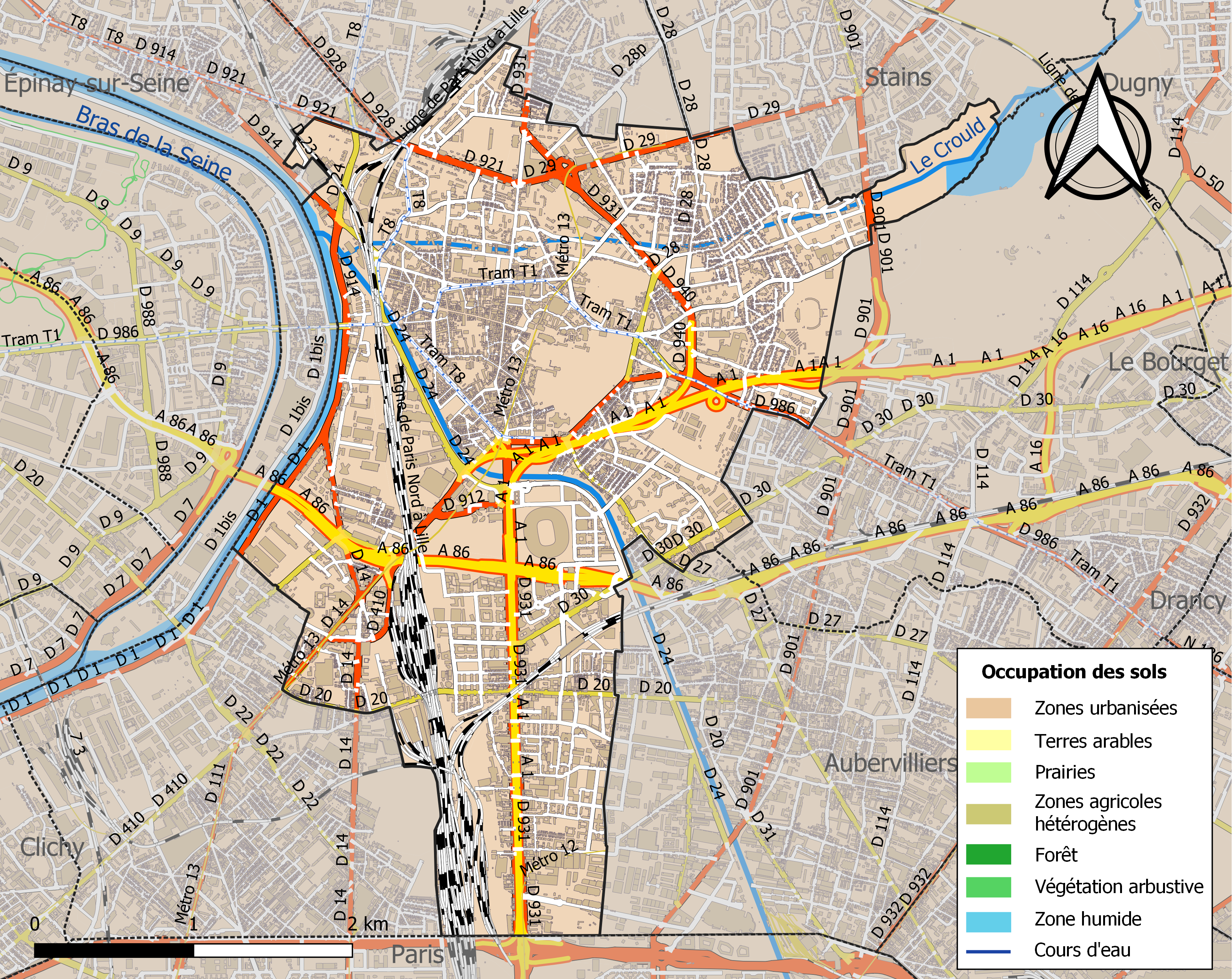

## Demografie
Aan de vooravond van de Franse Revolutie telde Saint-Denis ongeveer 4.700 inwoners. Onderstaande figuur toont het verloop van het inwonertal (bron: INSEE-tellingen).

## Sport
Saint-Denis is vooral bekend van het sportstadion Stade de France. Zo speelt het Frans voetbalelftal er tegenwoordig haar meeste thuiswedstrijden. Het stadion werd gebruikt voor wedstrijden (waaronder de finales) van het WK voetbal 1998 en EK voetbal 2016. De finale van de Coupe de France wordt jaarlijks in Saint-Denis gespeeld.
Het Stade de France wordt gebruikt voor de atletiekwedstrijden bij de Olympische Zomerspelen 2024. In 2003 werd het WK atletiek in het stadion georganiseerd.
Het Stade France fungeert vaak als thuisbasis voor het Franse rugbyteam. In het stadion werden wedstrijden (waaronder de finales) gespeeld voor het WK rugby 2007 en WK rugby 2023.
Saint-Denis was twee keer etappeplaats in de wielerkoers Ronde van Frankrijk. In 1984 won de Belg Frank Hoste er een rit en in 2003 was Saint-Denis startplaats van een etappe.

## Musea
- Musée d'art et d'histoire de Saint-Denis

## Bekende inwoners van Saint-Denis

### Geboren
- Jules Bertin (1826-1892), beeldhouwer
- Paul Éluard (1895-1952), dichter
- Paul Vialar (1898-1996), schrijver
- Ernest Cadine (1893-1978), gewichtheffer en krachtmens
- Henri Decaë (1915-1987), filmcameraman
- Pierre Michelot (1928-2005), jazzbassist
- Didier Daeninckx (1949), schrijver
- Bruno Lopes (1967), Portugees-Franse rapper (Kool Shen)
- Joey Starr (1967), Frans rapper van Martinikaanse afkomst
- Pascal Chanteur (1968), wielrenner
- Carlos Da Cruz (1974), wielrenner
- Auriol Guillaume (1979), voetballer
- Grégory Cerdan (1982), voetballer
- Sebastian De Maio (1987), voetballer
- Jonathan Kodjia (1989), Ivoriaans voetballer
- Yannis Salibur (1991), voetballer
- Thievy Bifouma (1992), voetballer
- Jean-Christophe Bahebeck (1993), voetballer
- Isaac Mbenza (1996), Belgisch voetballer
- Logan Costa (2001), Kaapverdisch voetballer

### Overleden
- Pepijn de Korte (714-768), koning van de Franken
- Suger van Saint-Denis (1080/81-1151), geestelijke, architect, politicus en geschiedkundige
- Louise-Marie van Frankrijk (1737-1787), prinses van Frankrijk
- Pierre De Geyter (1848-1932), Belgisch componist
- Natalija Keško (1859-1941), Servisch vorstin
- Yvonne Loriod (1924-2010), pianiste